# GMC Acadia
GMC Acadia – samochód osobowy typu crossover klasy pełnowymiarowej produkowany pod amerykańską marką GMC od 2006 roku. Od 2023 roku produkowana jest trzecia generacja modelu.

## Pierwsza generacja

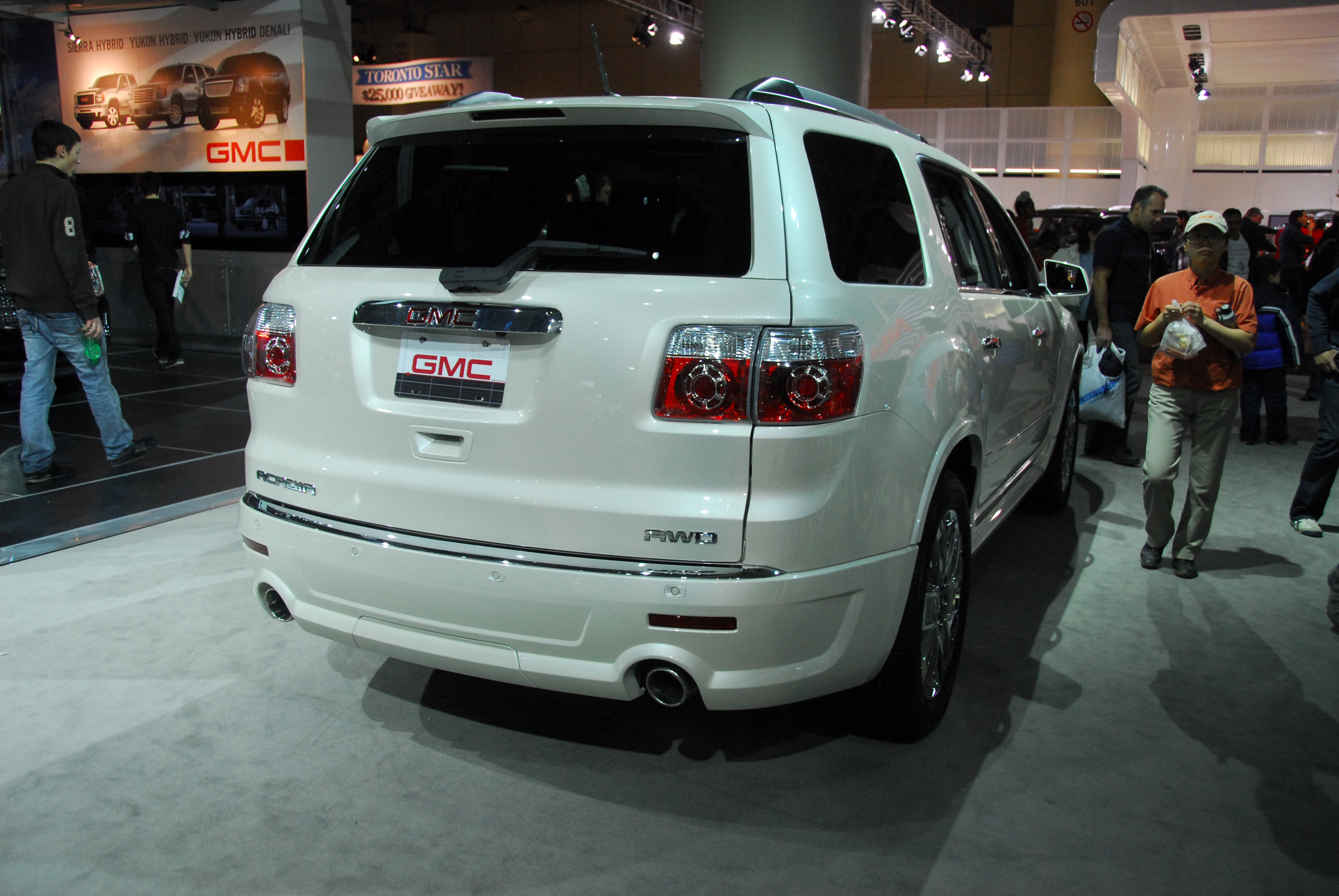
GMC Acadia I - tył

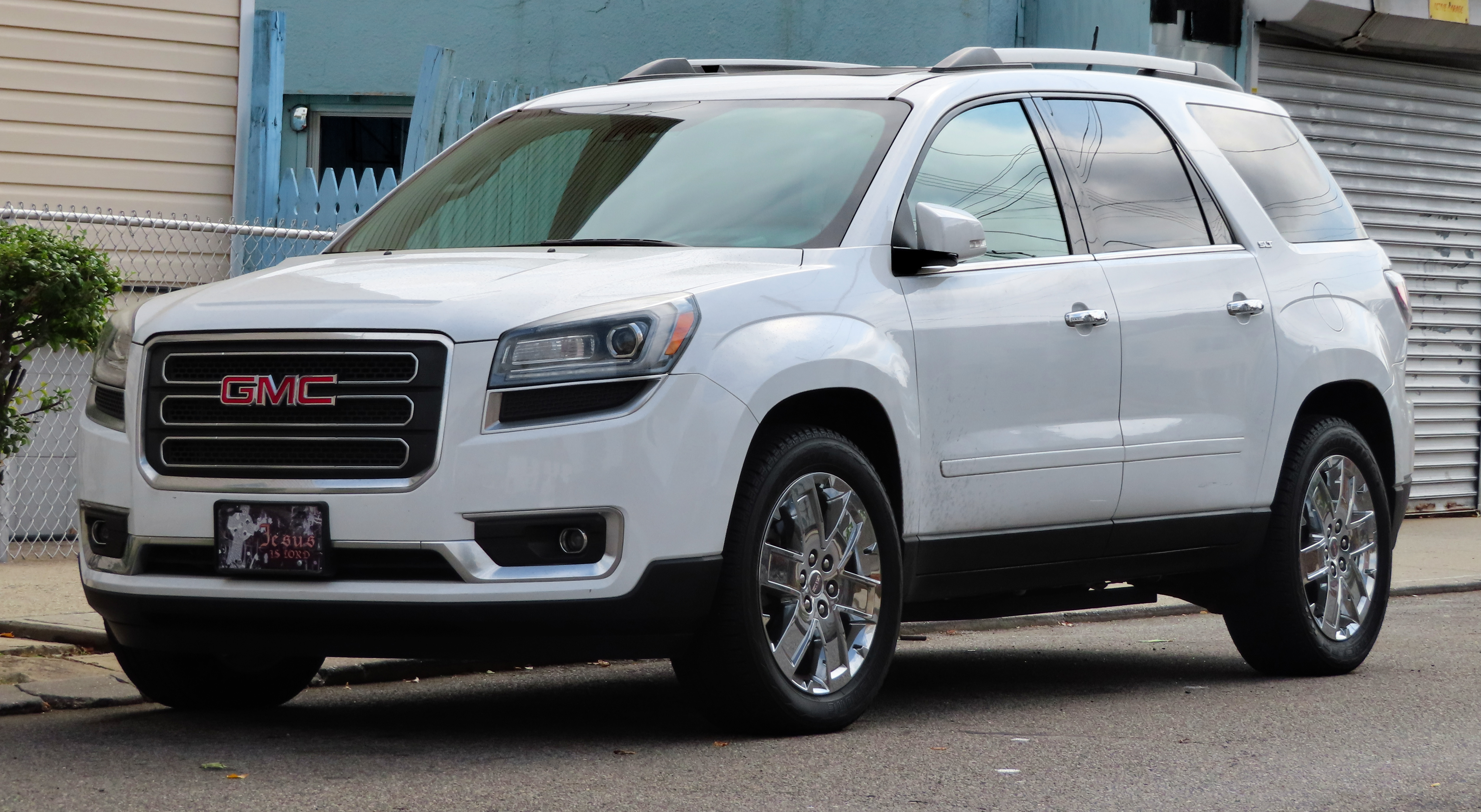
GMC Acadia I po liftingu

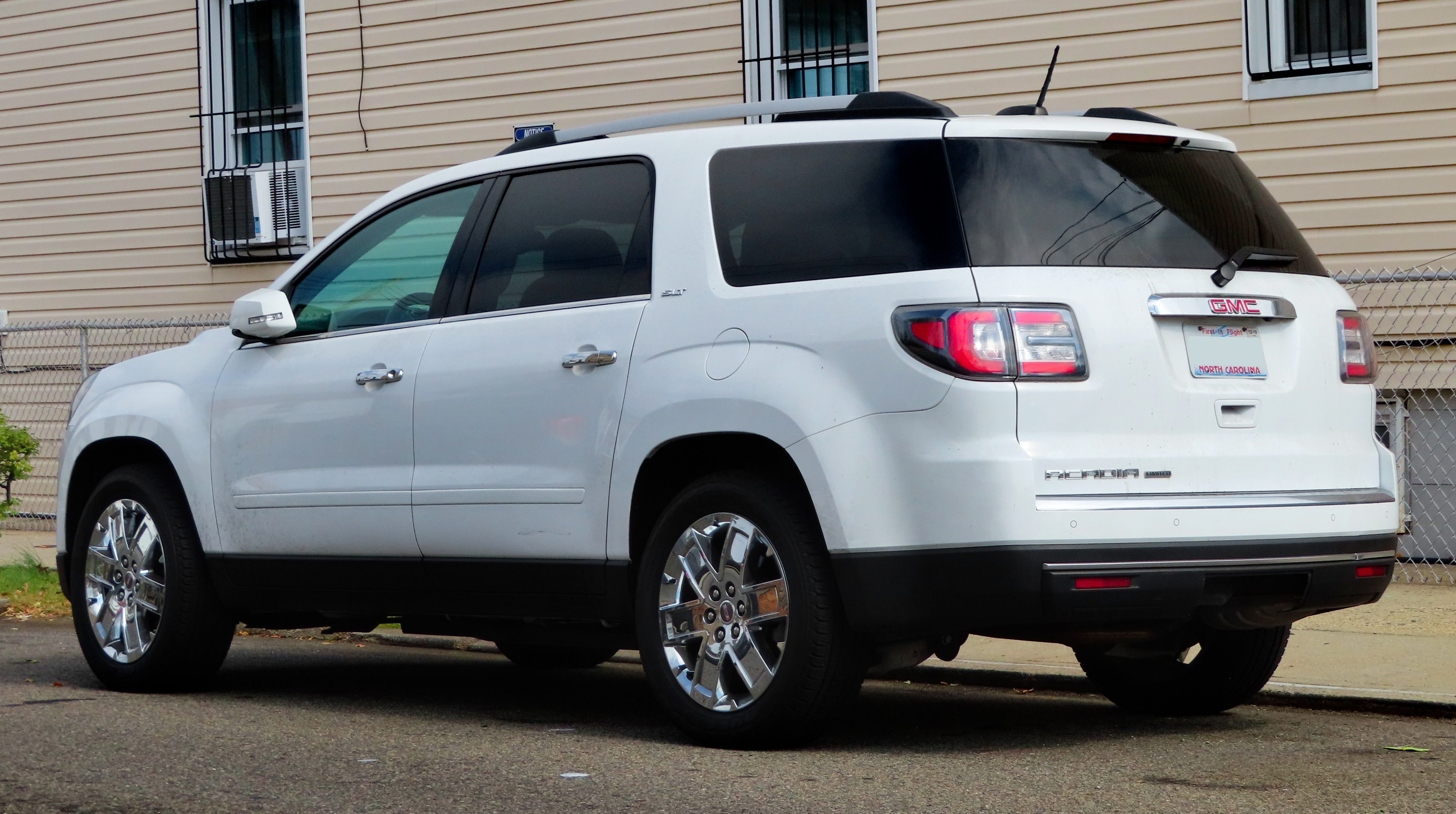
GMC Acadia I - tył po liftingu

GMC Acadia I został zaprezentowany po raz pierwszy w 2006 roku.
Acadia zadebiutowała jako zupełnie nowy model w ofercie, zastępując przedłużoną wersję Envoya (XL) oraz osobową odmianę vana Safari. Pojazd na rynku USA trafił do sprzedaży w grudniu 2006, w Kanadzie zaś w styczniu 2007. GMC Acadia oparty został na płycie podłogowej GM Lambda używanej także dla bliźniaczego Buicka Enclave, Chevroleta Traverse oraz Saturna Outlook.
Do napędu służy silnik V6 3.6 LLT DOHC z systemem VVT i bezpośrednim wtryskiem paliwa. 
6-biegowa automatyczna skrzynia biegów przenosi napęd na przednią oś (opcjonalnie AWD). Najlepsza wersja wyposażenia stosowana przez GMC - Denali, trafiła do salonów w trzecim kwartale 2010 roku jako rocznik 2011.

### Lifting
Podczas Chicago Motor Show w lutym 2012 zaprezentowano Acadię I po gruntownej modernizacji. W jej ramach samochód otrzymał zupełnie nowy pas przedni z innym kształtem reflektorów i większą atrapą chłodnicy. Ponadto, zmieniono też wkłady tylnych lamp i zderzaki, a także przemodelowano wygląd kokpitu.

### Sprzedaż
Produkcja i sprzedaż pierwszej generacji GMC Acadia trwała 10 lat. Najlepszym sprzedażowo rokiem był 2011, kiedy to w Stanach Zjednoczonych sprzedało się 79 288 sztuk modelu.  Był to lepszy wynik w stosunku do dwóch poprzednik lat, kiedy to nabywców znalazło odpowiednio 53 820 w 2009 roku i 68 295 sztuk w 2010 roku.

### Silniki
- V6 3.6l LY7 279 KM  (2006-2008)
- V6 3.6l LLT 288 KM  (2008-2016)

## Druga generacja

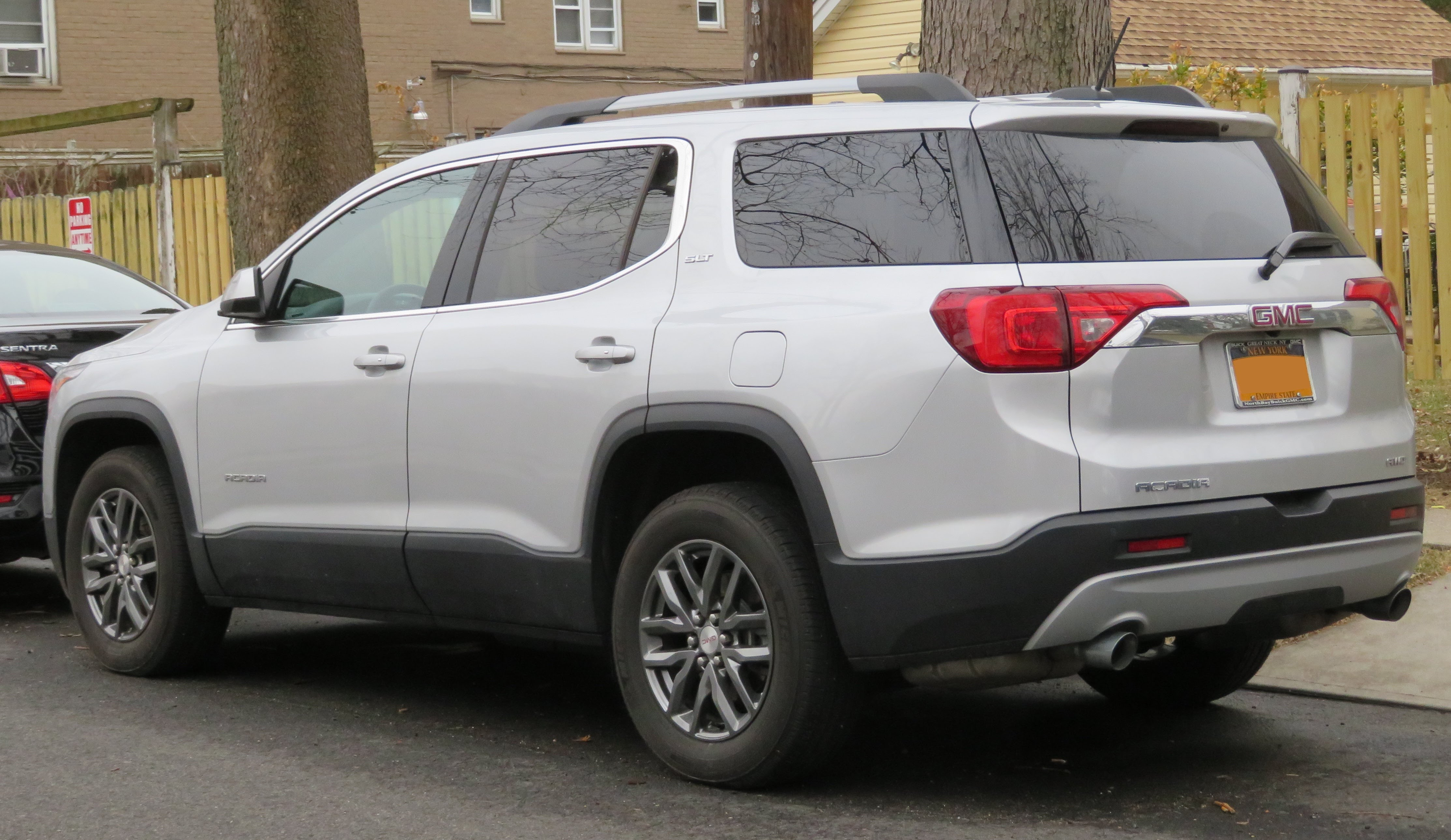
GMC Acadia II - tył

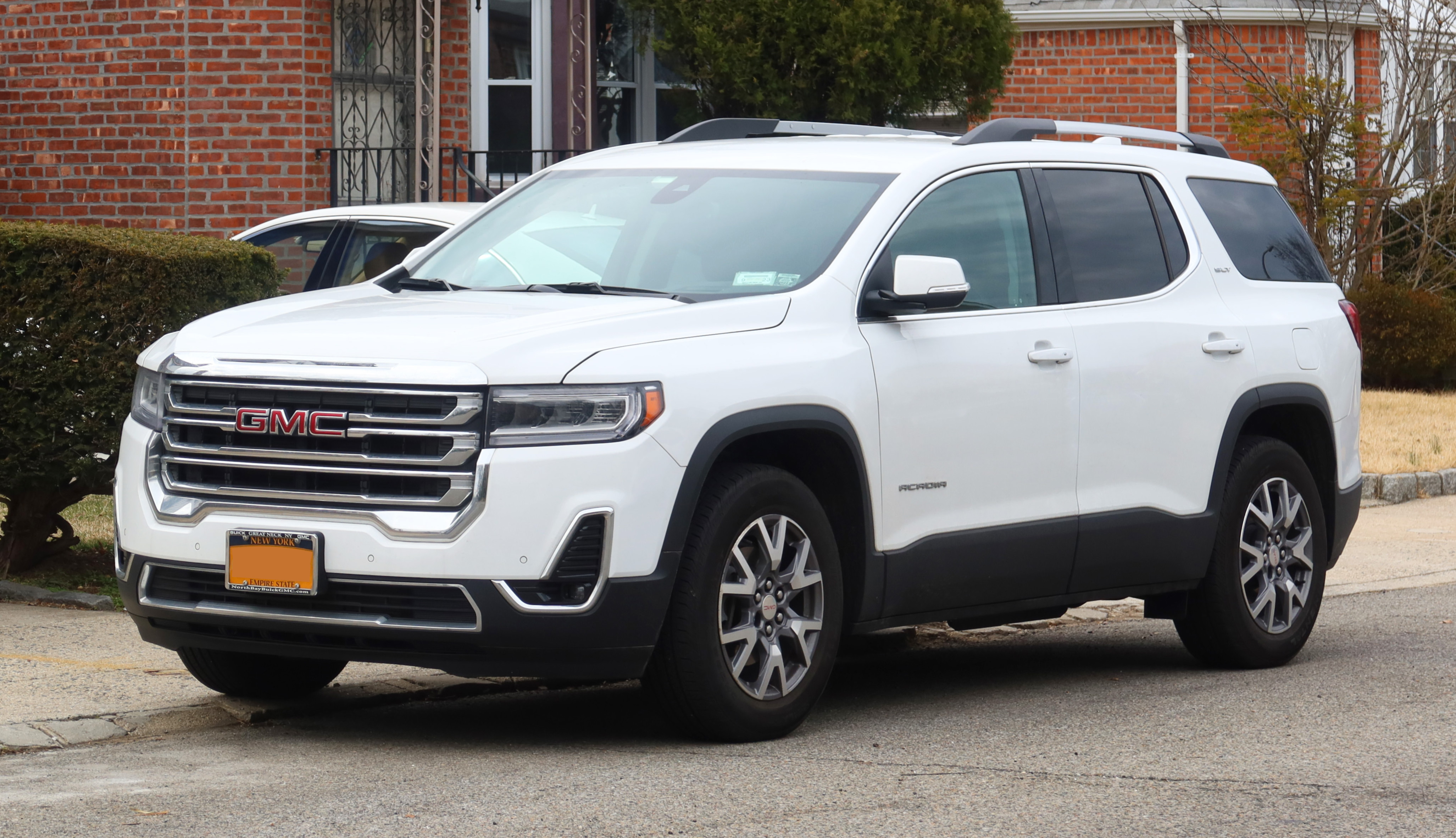
GMC Acadia II po liftingu

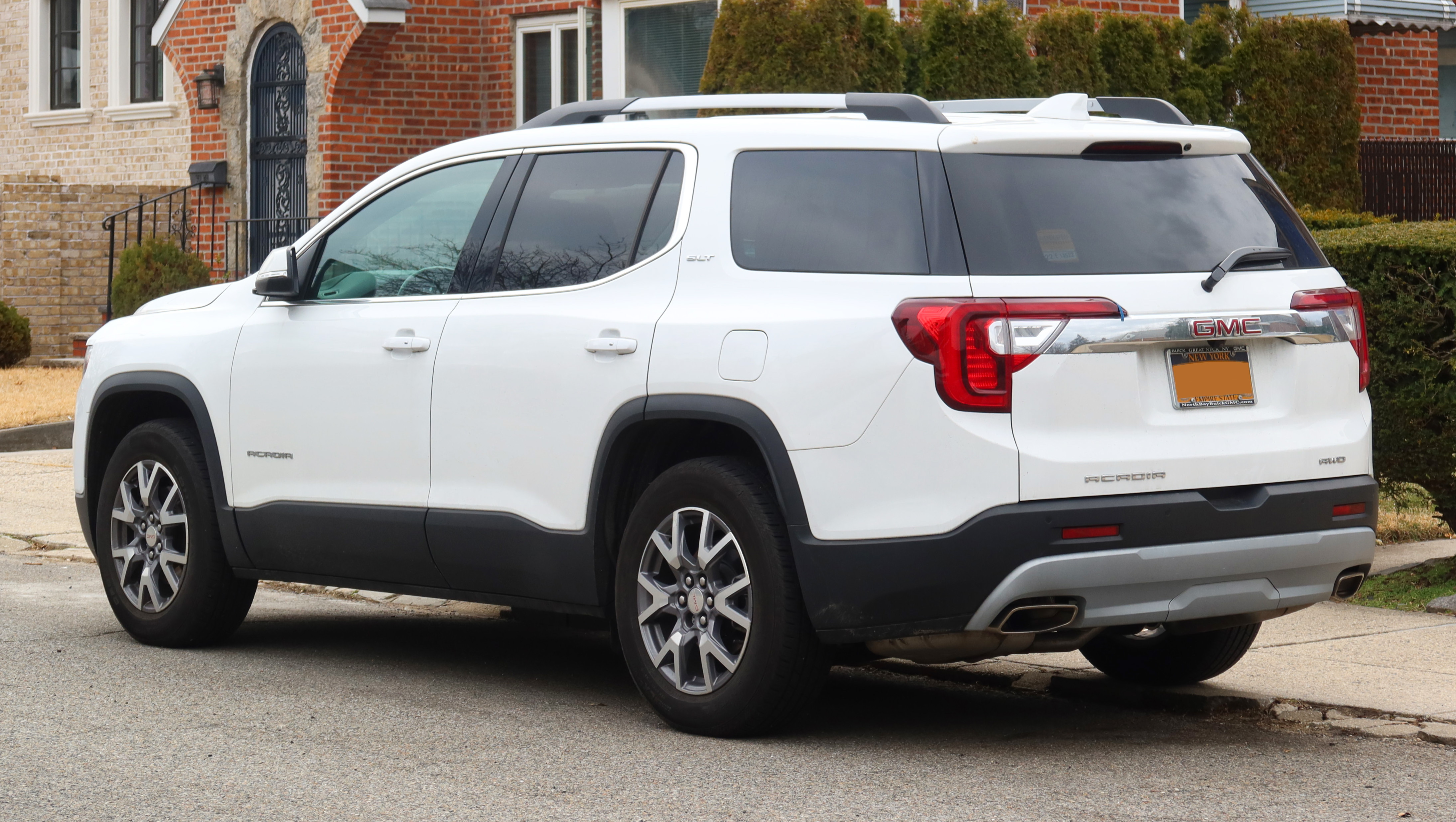
GMC Acadia II - tył po liftingu

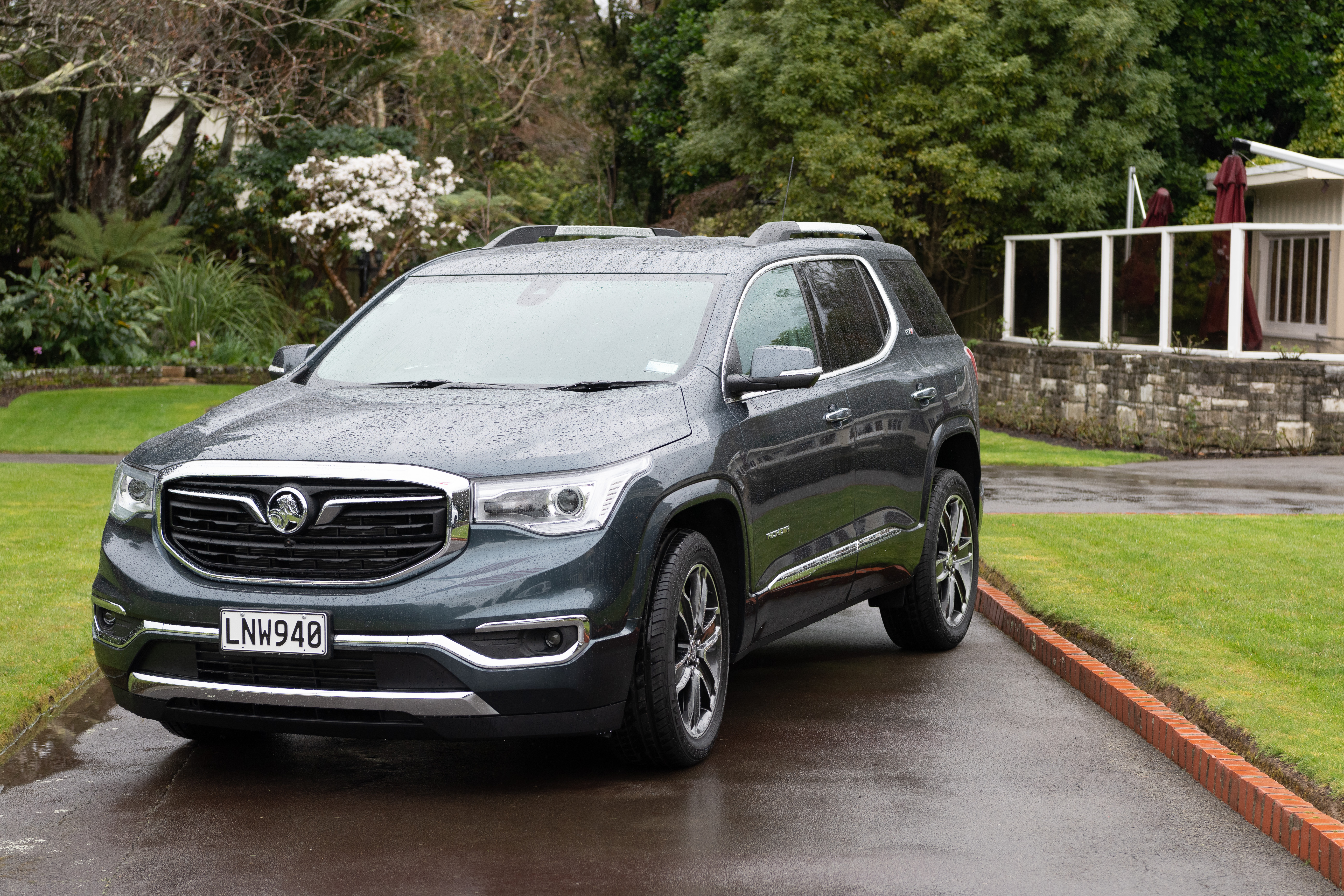
australijski Holden Acadia

GMC Acadia II został zaprezentowany po raz pierwszy w 2016 roku.
Na początku 2016 roku GMC zaprezentowało nową, drugą generację Acadii, która razem z bliźniaczymi przedstawionymi równolegle nowymi wcieleniami Buicka Enclave i Chevroleta Traverse powstała na nowej platformie General Motors o nazwie C1XX.
Samochód przeszedł obszerny zakres zmian w stosunku do poprzednika, stając się nieznacznie mniejszy i znacznie lżejszy. Acadia II zapoczątkowała nowy kierunek stylistyczny GMC, co wyróżniało się odejściem od kanciastych form na rzecz bardziej obłych i ostrych kształtów. Samochód wyróżniła nowa, większa chromowana atrapa chłodnicy z zaokrąglonymi rogami i strzeliste kształty lamp. 

### Lifting
W kwietniu 2019 roku GMC przedstawiło Acadię II po gruntownej modernizacji. Zmieniono zarówno wygląd przedniej, jak i tylnej części nadwozia. Pojawiły się nowe, bardziej kanciaste i mniejsze powierzchniowo reflektory, a także wyraźnie większa atrapa chłodnicy, inne zderzaki i niżej zabudowane tylne lampy.

### Sprzedaż
Po raz pierwszy w historii, General Motors zdecydowało się oferować któryś z modeli GMC pod inną marką na rynku spoza regionu Ameryki Północnej i Bliskiego Wschodu. We wrześniu 2016 roku przedstawiono wariant z kierownicą po prawej stronie na rynek Australii i Nowej Zelandii pod marką Holden Acadia. Sprzedaż ruszyła półtora roku później, w czerwcu 2018 roku i trwała jedynie dwa lata, kończąc się w połowie 2020 roku z powodu likwidacji marki Holden.

### Silniki
- R4 2.5l LGX
- V6 3.6l LCV

## Trzecia generacja

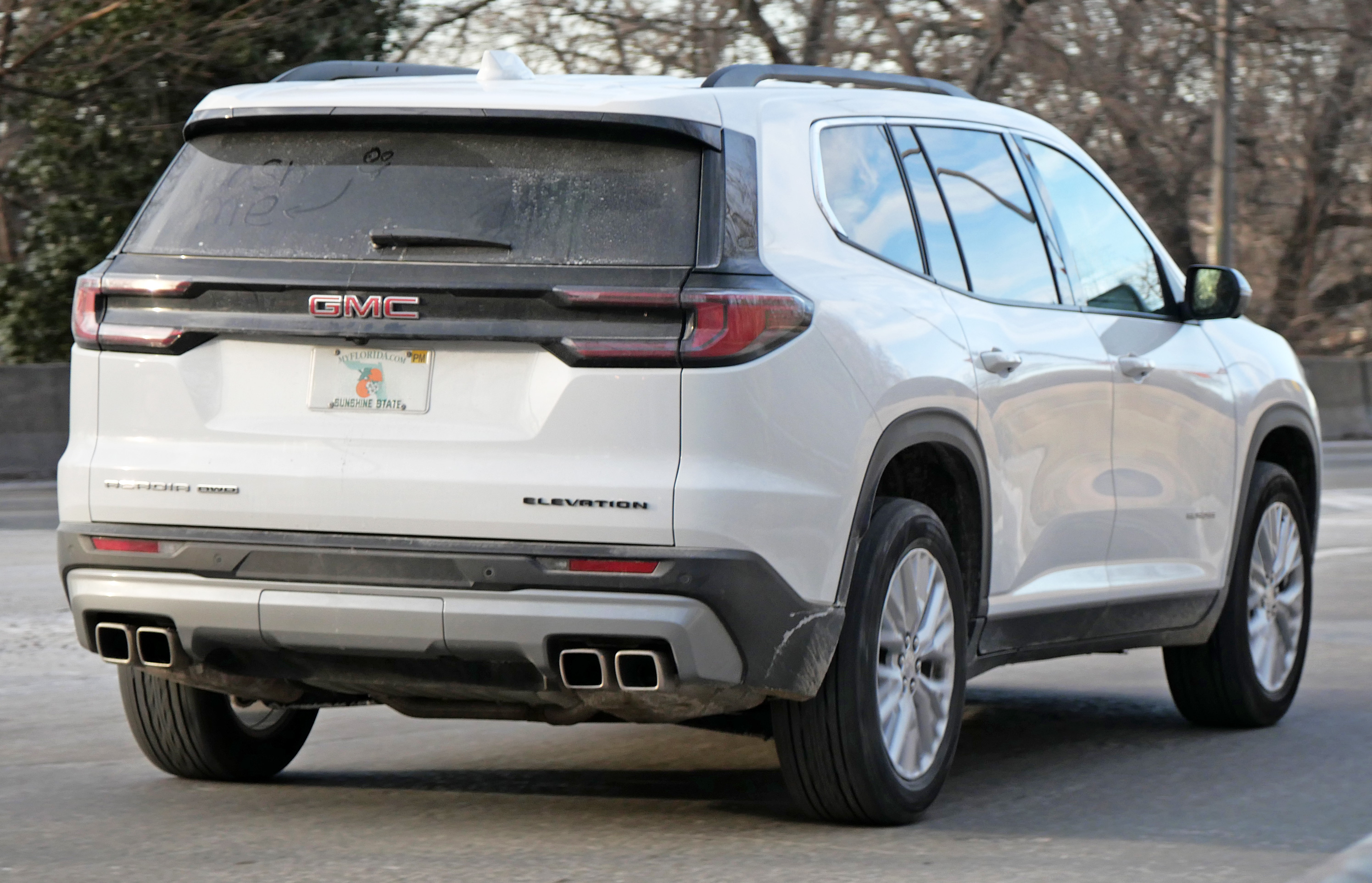
GMC Acadia III - tył

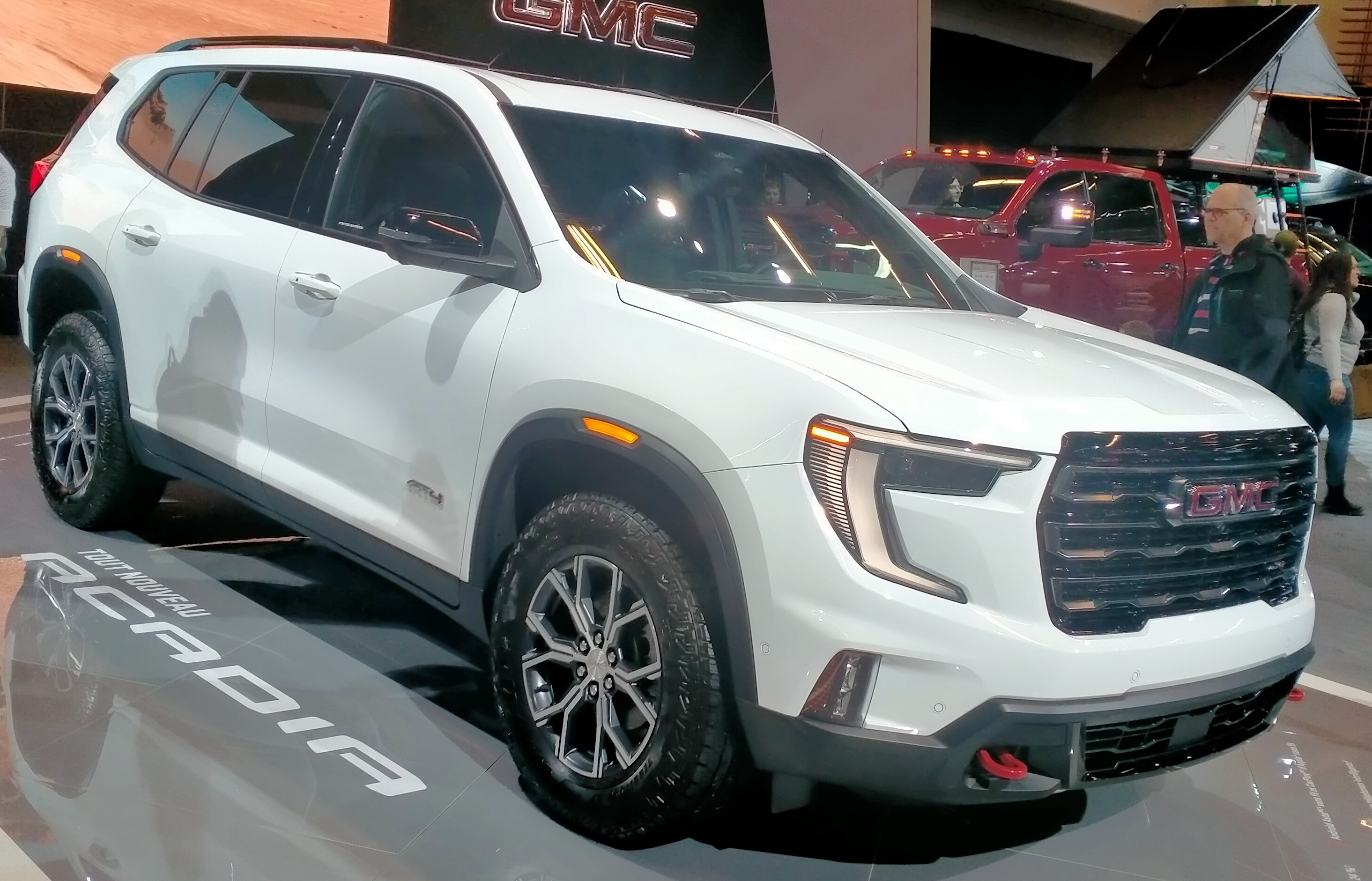
GMC Acadia III AT4

GMC Acadia III został zaprezentowany po raz pierwszy w 2023 roku.
Po 7 latach rynkowej obecności dotychczasowej Acadii GMC przedstawiło zupełnie nową, trzecią generację największego crossovera w swojej ofercie. Samochód ponownie długością przekroczył pułap 5,1 metra, wzorem pierwszej generacji stając się pełnowymiarowym modelem mającym lepiej odpowiadać na m.in. zmieniające się w międzyczasie preferencje klientów. Nadwozie stało się wyraźnie masywniejsze, zyskując bardziej kanciaste proporcje. Pas przedni przyozdobiła duża osłona chłodnicy z wcięciami u spodu, a reflektory wzorem innych modeli firmy otrzymały kształt litery "C".
Kabina pasażerska utrzymana została w luksusowym charakterze, a producent podkreślił przy premierze zachowanie trzyrzędowej koncepcji układu siedzisk z opcjonalną chowaną kanapą w przedziale bagażowym. Projekt deski rozdzielczej utworzyły dwa wyświetlacze: pierwszy pełniący funkcję cyfrowych zegarów zyskał przekątną 11 cali, z kolei charakterystyczny, pionowy ekran o przekątnej 15 cali przejął funkcję nie tylko systemu multimedialnego, ale i panelu klimatyzacji otrzymując dodatkowe pokrętło i fizyczne przyciski przy krawędzi.
W odpowiedzi na federalne regulacje dotyczące emisji spalin, trzecia generacja GMC Acadia została całkowicie pobawiona silników o widlastym układzie cylindrów na rzecz czterocylindrowego, 2,5 litrowego turbodoładowanego silnika benzynowego o mocy 328 KM i współpracującego z 8-stopniową automatyczną skrzynią biegów.

### Sprzedaż
Do produkcji Acadii treciej generacji razem z bliźniaczymi modelami Buicka i Chevroleta Genral Motors ponownie obrało zakłady produkcyjne w Lansing w amerykańskim stanie Michigan, trafiając do klientów w Ameryce Północnej i na Bliskim Wschodzie poczynając od początku 2024 roku.

### Silnik
- R4 2.5l 328 KM